# Тера дел соле
Тера дел Соле е град, построен за Козимо I Медичи от Балдазар Ланчи от Урбино в 1564 г., в областта, която днес се нарича Форли-Чезена, северна Италия. Един от първите укрепени градове, който е бил построен на ново място с устройствен план във вид на решетка. Бил е наречен „Град на слънцето“ и замислен като идеален ренесансов град.
Градът е проектиран с правоъгълна стена с бастиони на всеки ъгъл. Силната защита е можела да посрещне всеки натиск, който би възникнал вследствие на скорошното изобретение и честата употреба на огнестрелно оръжие при военни нападения. На места стените са дебели 9 метра. В защитеното пространство зад стените – 2087 метра ширина и височина 12,36 метра – са прокарани улиците, пресичащи се под прав ъгъл. Два малки замъка – замъците на „капитана на артилерията“ и на „управителя на града“ са вградени в защитните стени. Четирите правоъгълни квартала са били наречени Санта Мария, Санта Репарата, Сан Сандреа и Сан Мартино.
Централният площад е наречен „Пиаца д'Арми“ и е обграден от основните обществени сгради – Църквата Санта Репарата, Палацо дел Провидиторе, Палацо дела Канцелерия, други граждански сгради и Палацо Преторио (днес Музей).
Въпреки че градът е запазил доста от предишния си облик, днес извън стените му са построени няколко здания. Обитаван е от повече от 6000 души.